# Ян Засідатель
Ян Засідатель (справжнє ім'я Іван Петрович Соколенко; 1833, Крикливець — 1893, Вінниця) — український художник-портретист з Вінниччини.

## Життєпис

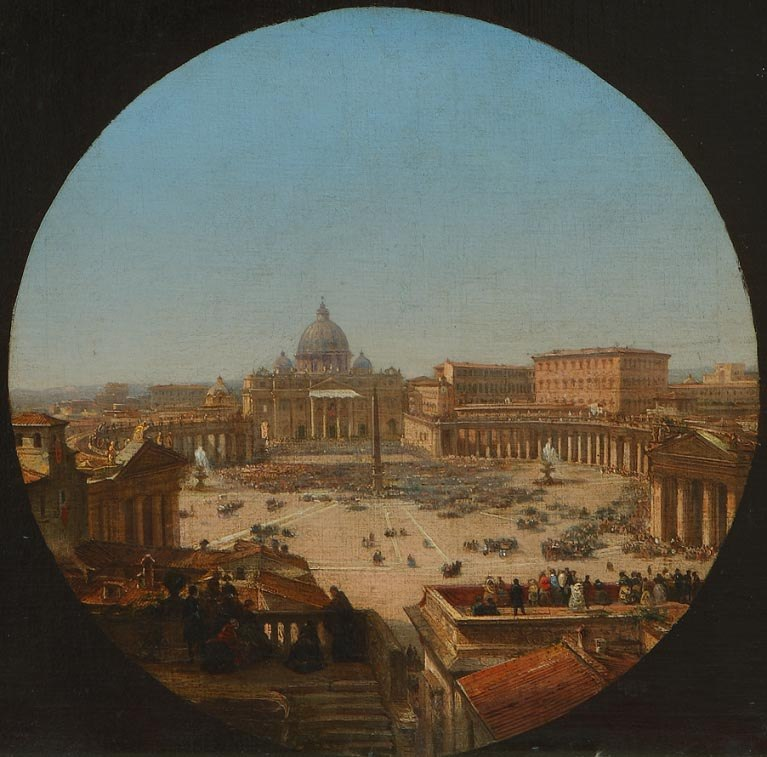
Собор святого Петра в Римі

Іван Соколенко народився 13 листопада 1833 року у селі Крикливець Ольгопільського повіту (тепер Крижопільський район) кріпаком родини Бжозовських. Батько художника, Петро Соколенко, мав четверо синів та дві дочки.
Бжозовські в той час, натхненні палацом Потоцьких у Тульчині, збирали у своєму маєтку художні твори знаних майстрів. Ця колекція та природний талант Івана сформували у ньому митця. Бжозовський помітив потяг та талант свого кріпака і направив його на навчання до Одеси (можливо, до Р. Хайнацького). 1856 року пан Бжозовський клопотав у київського губернатора паспорт Івану Засідателю для поїздки на навчання в Італію, але йому було відмовлено.
Пізніше, як частина посагу Ксавери Бжозовської, кріпак Іван Засідатель переходить у власність родини Ґрохольських. Син Ксавери та Генріха Ґрохольських Тадеуш [Архівовано 1 жовтня 2018 у Wayback Machine.] був живописцем. Разом із ним Ян Засідатель відвідав Рим, Париж, навчався в Кракові.
«Список домовладельцев о взимании налогу з недвежимых имуществ за 1888 год» з Вінниці свідчить, що в цей час художник уже живе в місті і має у власності будинок у «першій» частині міста (між нинішньою вулицею Соборною і Південним Бугом). У 1893 році він значиться у списку осіб, що мають право бути присяжними засідателями у Вінниці.
Ян Засідатель помер 2 серпня 1893 року у Вінниці від холери. Похований на цвинтарі на Калічі. Могила була знищена більшовицькою владою в 1930-х роках під час закладання парку імені Горького.

## Псевдонім
Будучи українцем та православним, художник однак підписувався польським варіантом свого імені — Ян. Причиною тому, імовірно, є зростання і навчання в польському маєтку, а згодом і дружба з представниками цієї нації.
Щодо походження прізвища, що його обрав собі за псевдонім Іван Соколенко, Ілля Безбах наводить декілька версій. З них можна вивести, що Засідатель початково було прізвисько батька художника. А вже варіантів, як той його отримав, декілька: або був наділений поміщиком правом судочинства серед односельців і брав участь у засіданнях суду, або, прозаїчніше, — був частим засідателем у шинку.

## Творчість
Невдовзі після смерті Яна Засідателя в Одесі відбулася виставка його живопису: експонувалося більше 400 портретів, сюжетних композицій, пейзажів, етнографічних замальовок, а також копії робіт італійських митців. Доля більшості з цих полотен наразі невідома. Вінницький обласний художній музей має у своїй колекції мізерну частку творчого спадку художника — 10 картин.
Відомі нині роботи художника: «Рим. Руїни Колізею», «Українка», «Портрет капуцина Зефірена», «Портрет Якубовської», «Жіночий портрет», «Портрет Терези Яшевської», «Портрет Яновського», «Портрет дівчини», «Портрет сільської дівчини», «Портрет італійської дівчинки», «Українка», «Собор святого Петра у Римі».
Досліджені роботи художника дають змогу говорити про нього, як видатного портретиста, продовжувача традицій жанру, які сформувались у XVIII–XIX ст.

## Галерея

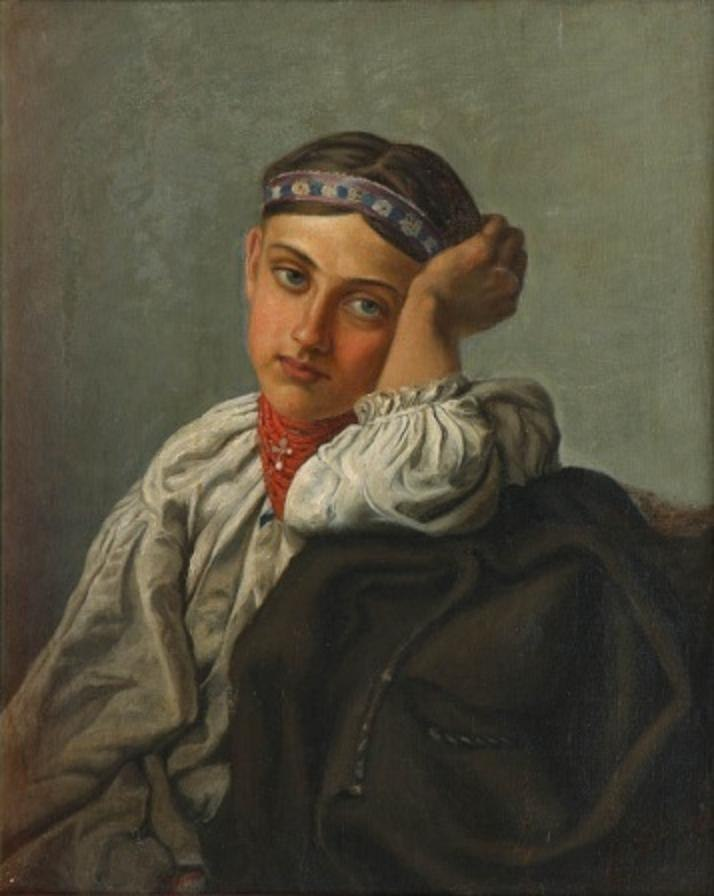
Портрет селянської дівчини, 1892
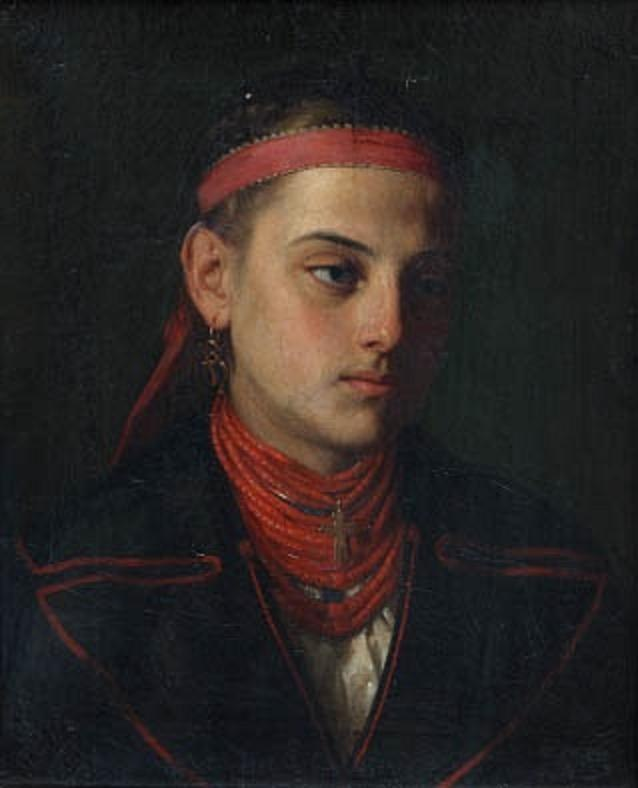
Українка, 1870-ті
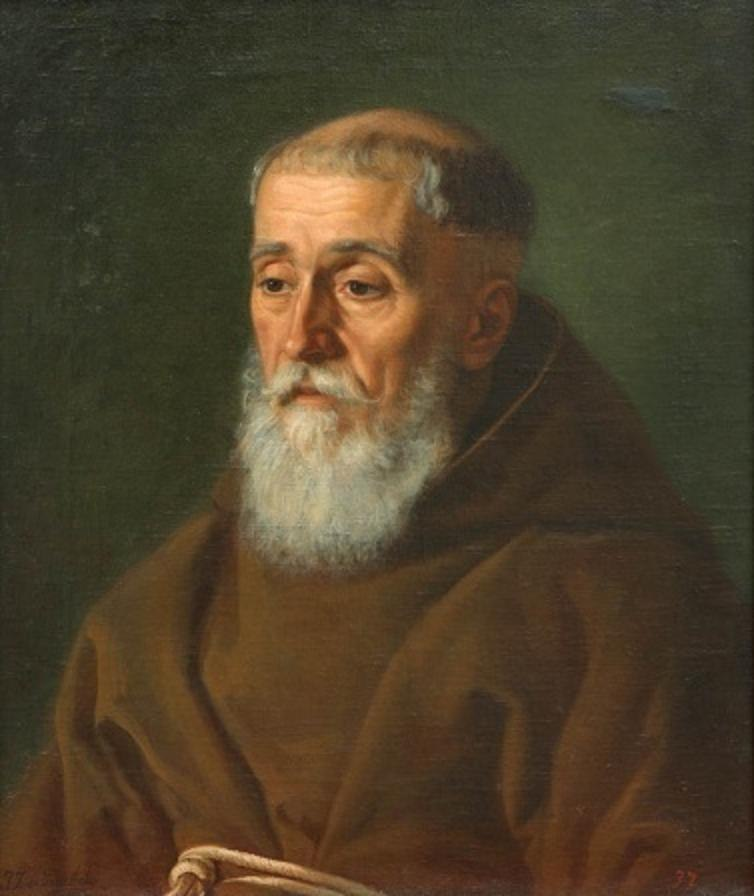
Портрет капуцина, 1872
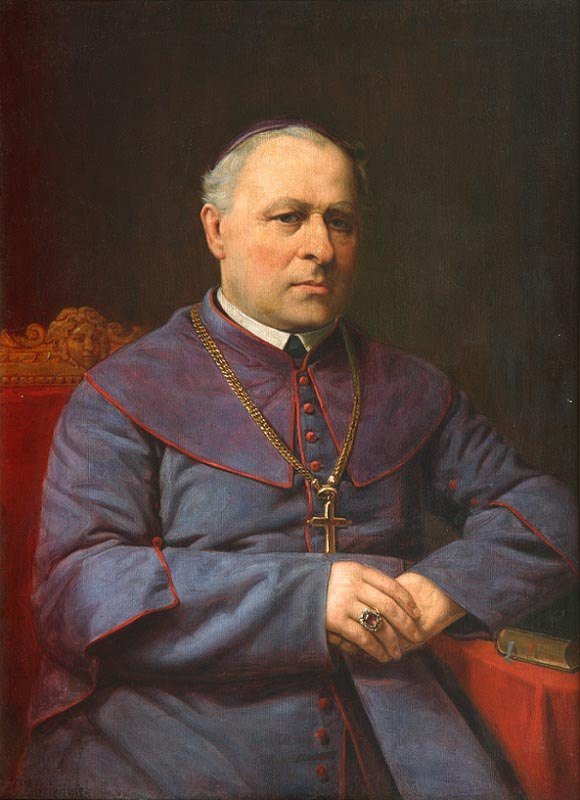
Портрет єпископа, 1885
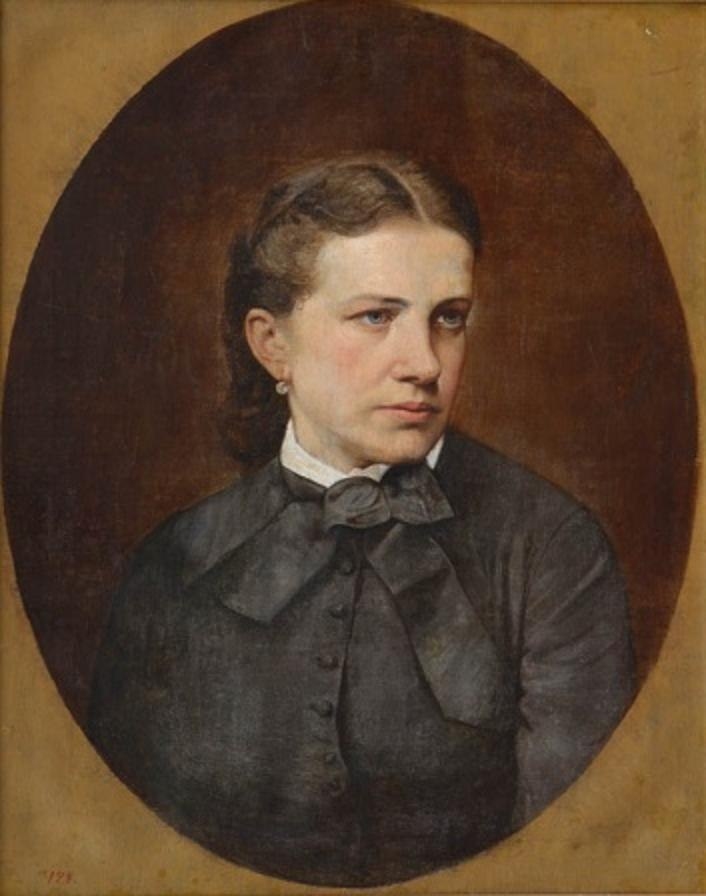
Портрет Якубовської, 1886
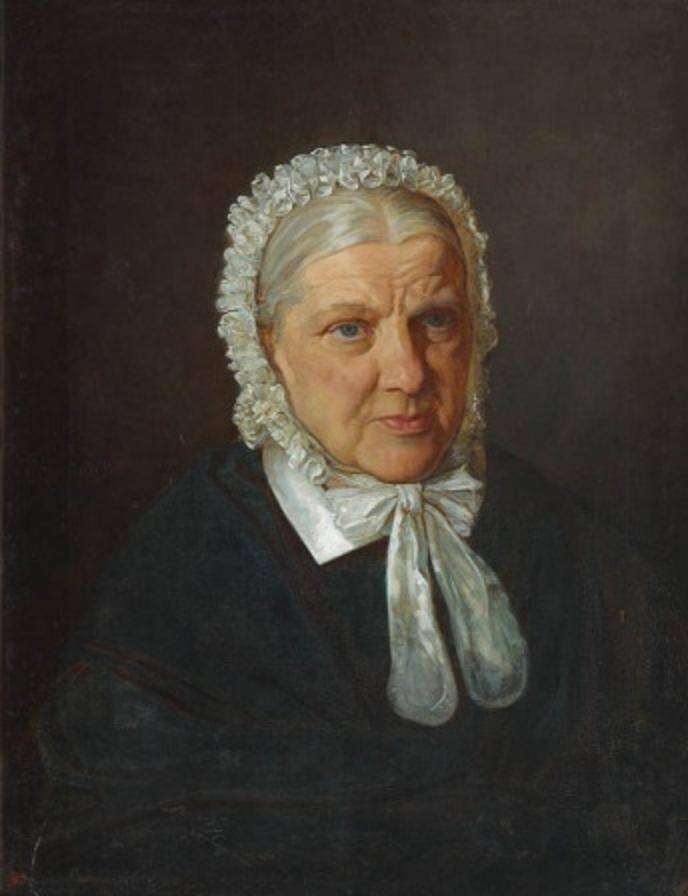
Портрет Каміли Русановської, 1872